# الأدب الفرنسي في القرن السابع عشر

خُطّ الأدب الفرنسيّ في القرن السابع عشر خلال ما يُسمّى  بالقرن الرفيع في فرنسا، المُمتدّ من حكم ملك فرنسا هنري الرابع، ووصاية ماري دي ميديشي على العرش، وملك فرنسا لويس الثالث عشر، ووصاية ملكة النمسا آن (والحرب الأهليّة التي تدعى حرب الفروند) وحكم ملك فرنسا لويس الرابع عشر. كثيرًا ما ترادف الأدب في هذه الفترة مع الكلاسيكية مع فترة حكم لويس الرابع عشر الطويلة، والذي قادت خلالها فرنسا أوروبا في النهضة السياسيّة والثقافيّة؛ عَرضَ كُتّاب هذه الفترة المثاليات الكلاسيكية، مثل الانضباط والوضوح والانسجام والذوق الجيّد. في الواقع، ينطوي الأدب الفرنسي في القرن السابع عشر على أكثر بكثير من الروائع الكلاسيكية  لجان راسين ومدام دي لا فايت.

## المجتمع والأدب في القرن السابع عشر في فرنسا
في النهضة الفرنسية، كان الأدب (في معناه الأوسع) نتاج الموسوعيّة الإنسانية إلى حد كبير، وتضمّن أعمالًا  لكُتّاب الطبقة المثقّفة ذوي الخلفيات الدينيّة والقانونيّة. بدأ مفهوم جديد للنبالة - على نمط النهضة الإيطالية للبلاط الملكيّ وتصوّرها لحاشية البلاط الملكي المثالية - بالتطوّر في الأدب الفرنسي. خلال القرن السابع عشر، حوّل هذا المفهوم الجديد صورة النبيل القاسي إلى صورة الرجل الصالح أو ذي الروح اللطيفة، الذي تكون مزاياه الرئيسية: الحديث الفصيح والمهارة في الرقص والأخلاق الرفيعة وتقدير الفنون والفضول الثقافيّ والفطنة والتوجّه الروحيّ أو الأفلاطوني (العذري) تجاه الحب والقدرة على كتابة الشعر.
كانت الصالونات والأكاديميات الأدبيّة عنصرًا أساسيًا في هذا التحوّل الأدبي، والتي ازدهرت خلال العقود الأولى من القرن السابع عشر؛ وكانت رعاية النبلاء لهذا الأمر كبيرةً جدًا أيضًا. اعتُبر إنتاج الأعمال الأدبيّة، مثل القصائد والمسرحيات والأعمال النقديّة أو الأعمال ذات التأثير الأخلاقيّ، ممارسةً ضروريةً من قِبل النبلاء، وكان خَلقُ الفن (أو رعايته) بمثابة وسيلة للتقدّم الاجتماعي للأفراد من غير النبلاء وللنبلاء المهمّشين. في أواسط القرن السابع عشر، كان هناك نحو 2,200 كاتب في فرنسا (أغلبهم من النبلاء ورجال الدين)، يكتبون للعامّة القارئة التي تتألف من بضعة عشرات الآلاف. بموجب الكاردينال ريشيليو، أصبحت تتزايد رعاية الأسرة المالكة لأكاديميّات الفن والأدب.

### الصالونات والأكاديميّات
اعتُبر بلاط الملك هنري الرابع من قبل المعاصرين بلاطًا فظًا، ينقصه الرقيّ الإيطالي الموجود في بلاط ملوك الفالوا. تنقصه ملكةٌ أيضًا، وهي بمثابة راعية لكُتّاب وشعراء البلد كما جرت العادة. انحصرت أذواق هنري الأدبية في رواية أماديس دي جاولا ذات الطابع الفروسيّ. في غياب الثقافة الأدبيّة المحليّة، كان هنالك الصالونات الخاصّة التي شكّلتها نساء الطبقة العليا مثل ماريا دي ميديشي  ومارغريت دي فالوا، إذ كرّسن أنفسهنّ لمناقشات الأدب والمجتمع. في عشرينيّات القرن السابع عشر، كان الصالون الأشهر مُقامًا في أوتيل دي رامبوييه من قبل السيدة رامبوييه؛ كان هناك تجمّع غريم تنظمه مادلين دي سكوديري.
ظهرت كلمة صالون لأول مرة في فرنسا عام 1664 من الكلمة الإيطاليّة سالا، قاعة الاستقبال الكبيرة في المنزل. قبل عام 1664، كانت اللقاءات الأدبيّة تدعى غالبًا باسم المكان الذي تُعقد به، على سبيل المثال كلمة رويل مستمدة من اللقاءات الأدبية التي تعقد في غرفة النوم، وهو أمر شائع حتى مع الملك لويس الرابع عشر. كان النبلاء، مستلقين على أسرّتهم، يأتي إليهم الأصدقاء المقربون ويجلسون على كراسٍ تحيط بالسرير. تشير كلمة رويل («الزقاق») إلى المساحة الموجودة بين السرير والجدار في غرفة النوم؛ أصبحت اسمًا لهذه التجمّعات (والحلقات الأدبية والفكرية التي نشأت عنها)، التي كانت تجري غالبًا تحت رعاية نساء متعلمات في النصف الأول من القرن السابع عشر.
في سياق المفهوم الفرنسي للبحث، كانت الأكاديميات عبارة عن مجمّعات بحثية، تابعت وشجّعت ونقدت الثقافة الفرنسية. ظهرت الأكاديميّات لأول مرة في فرنسا خلال عصر النهضة، عندما أنشأ جان أنطوان دي باف أكاديميّة مخصصة للشعر والموسيقا، ومُستلهمة من أكاديمية مارسيليو فيسينو الإيطالية. شهد النصف الأول من القرن السابع عشر نموًا مُذهلًا للأكاديميّات الخاصة، التي ينظمها عدد من الأشخاص، يلتقون بشكل منتظم. كانت الأكاديميات بشكل عام رسميّة  ومركّزة على النقد والتحليل أكثر من الصالونات، التي كانت تُشجع النقاشات الممتعة حول المجتمع. على أية حال، كانت بعض الصالونات (مثل التي كانت تنظمها مارغريت دي فالوا) أقرب للطابع الأكاديمي.
في أواسط القرن السابع عشر، خضعت الأكاديميّات بالتّدريج لسيطرة الحكومة ورعايتها الماديّة، وأخذ عدد الأكاديميّات الخاصّة بالتناقص. كانت أوّل أكاديميّة خاصّة تقع تحت سيطرة الحكومة هي الأكاديميّة الفرنسية، وما تزال أكثر أكاديميّة حكوميّة مرموقة في فرنسا. أسسها الكاردينال ريشيليو عام 1634، تهتم الأكاديمية الفرنسية باللغة الفرنسية.

### الأصول الأرستقراطيّة
في بعض الأحيان، لعبت قيم النبالة الخاصة بالقرن السابع عشر  دورًا هامًا في أدب ذلك العصر. أبرز تلك القيم هي الهوس الأرستقراطي بالعظمة والمهابة. يمكن لمشهد القوة والهيبة والترف الموجود في أدب القرن السابع عشر أن يكون كريهًا أو حتى مُهينًا. صُنّف أبطال الكاتب كورني، على سبيل المثال، من قِبل النُقّاد الحديثين، على أنهم متغطرسون ومسرفون ومتفاخرون؛ بيد أنّه، رأى القراء الأرستقراطيون المعاصرون هذه الشخصياّت (وأفعالها) كتمثيلٍ للنبالة.
قصر فرساي، حفلات الباليه الراقصة في البلاط الملكيّ، لوحات البورتريه الخاصة بالنبلاء وأقواس النصر – كانت كل هذه تمثيل للعظمة والهيبة. لم تكن فكرة العظمة (سواء فنيًا أو عسكريًا) للزهو أو التبجّح أو الغطرسة وإنما ضرورة أدبيّة للأرستقراطيّة. كان على النبلاء أن يكونوا كرماء وشهماء وأن ينفّذوا أعمالهم بلا مبالاة (بزهد) (لأن مكانتهم تتطلب ذلك، دون أيّ تطلعاتٍ لكسب ماديّ أو سياسيّ)، ويتحكّموا بمشاعرهم (خصوصًا الخوف والغيرة والرغبة بالانتقام).
تتطلّب مكانة النبيل في العالم تجسيدًا علنيًا لائقًا (أو «استهلاكًا ملفتًا للنظر»). أُثقل النبلاء بالديون لبناء قصور متحضرة مهيبة وشراءِ ملابسَ ولوحاتٍ وأوانيَ فضيّةٍ وأطباقٍ ومفروشاتٍ أخرى تليق بمستواهم. كان عليهم أيضًا أن يُظهروا الكرم عن طريق استضافة حفلاتٍ باذخة وتمويل الفنون. وفي المقابل، انتُقد حديثو الثراء بشدّة، الذين أخذوا الزخارف الخارجيّة للطبقة النبيلة (مثل ارتداء السيف)، إذ رُفعت عليهم أحيانًا دعاوٍ قضائية (وُجدت القوانين المهتمّة باللباس الفاخر الذي يلبسه البرجوازيون منذ العصور الوسطى). بدأت هذه القيم الأرستقراطية تُنتقد في أواسط القرن السابع عشر؛ على سبيل المثال، عرض بليز باسكال تحليلًا هجوميًا حول مظهر القوّة، ويرى فرنسوا دو لاروشفوكو بأنّه لا يمكن اعتبار أنّ هنالك عمل بشري لا مبالٍ (زاهِد) – مهما ظهر كرمه.

### الكلاسيكيّة
في محاولة لتقييد انتشار المراكز الخاصّة ذات الطابع الثقافيّ أو الأدبيّ ( لفرض البلاط الملكي كمركز فنيّ لفرنسا)، أخذ الكاردينال ريشيليو تجمعًا أدبيًا موجودًا أساسًا (كان يجري في منزل فالنتين كونرارت) وأسماه الأكاديمية الفرنسيّة الرسميّة عام 1634. من بين الأعضاء الأصليّين جان ديسماريت وجان أوغيير دو غومبولد وجان شابلان وفرانسوا لو ميتيل وفرانسوا ماينارد ومارين لو روي ونيكولا فاريت؛ من بين الأعضاء الذين انضمّوا خلال تشكيله الرسمي جان لويس غيز كلود فافر وفينسينت فواتور. توسّعت عملية السيطرة الحكومية هذه على الفنون والأدب أكثر خلال فترة حكم لويس الرابع عشر.
تنطوي «الكلاسيكيّة» (بالنسبة للأدب) على معنى الانضباط والوضوح والهدف الأخلاقي والذوق الجيد. استُلهمت العديد من هذه المفاهيم من أعمال أرسطو وهوراس، ومن الروائع الكلاسيكية اليونانية والرومانية.
في المسرح، يجب أن تتبع المسرحيّة هذه الوحدات الثلاث:
- وحدة المكان: يجب ألا يتغيّر الموقع. وعلى العادة، أدّى هذا لتكرار موقع «القلعة، الداخل». كانت تجري المعارك خارج خشبة المسرح.
- وحدة الزمان: وعلى نحو مثاليّ، يجب أن تجري المسرحيّة كلها في إطار زمني مدته 24 ساعة.
- وحدة القصّة: يجب أن يكون هناك قصّة واحدة محوريّة، وترتبط كل الحبكات الثانوية بها.